# Shadow of the Colossus

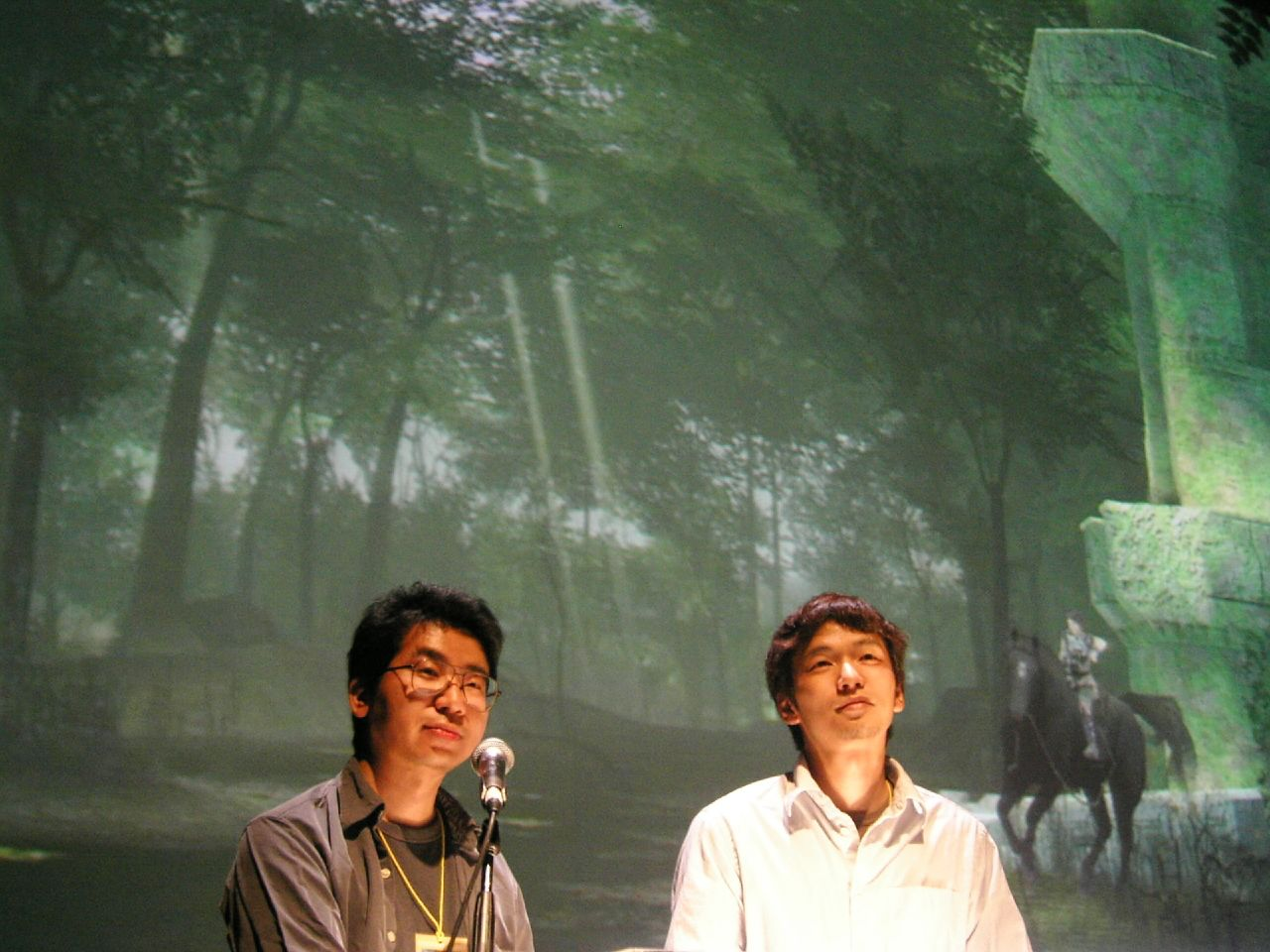
Kaido Kenji (links, Produzent) und Fumito Ueda (Chef-Designer)

Shadow of the Colossus (jap. ワンダと巨像 Wanda to kyozō, wörtlich: Wander und der Koloss) ist ein japanisches Videospiel aus dem Jahre 2005 von Sony Computer Entertainment, das in Deutschland am 14. Februar 2006 für PlayStation 2 erschienen ist. Das Spiel wurde von denselben Entwicklern unter Fumito Ueda entwickelt, die auch schon für das Spiel ICO verantwortlich waren.
Am 30. September 2011 erschien außerdem eine neu aufgearbeitete Version von Shadow of the Colossus, die Unterstützung von High Definition sowie stereoskopischem 3D bietet und als Bundle zusammen mit dem Spiel ICO für die PlayStation 3 erhältlich ist.
Am 7. Februar 2018 erschien ein Remake des Originals für PlayStation 4, welches auch die erweiterten Darstellungsmöglichkeiten der PlayStation 4 Pro unterstützt und mit einem zusätzlichen Fotomodus sowie einer alternativen Steuerung versehen wurde.

## Handlung
Der Protagonist Wander, ein einsamer junger Mann, begibt sich mit seinem Pferd Agro auf eine lange Reise in ein fernes Land, um das Leben eines Mädchens zu retten, das durch eine Opferung zu Tode gekommen ist. Sein Ziel ist ein Tempel, in dem eine große Macht anwesend sein soll, die Tote wieder zum Leben erwecken kann. Im Tempel angekommen, legt er das Mädchen auf einen Schrein und betet. Dabei treten plötzlich dunkle Schattenkreaturen aus dem Boden hervor, die Wander ins Schattenreich holen wollen. Er zieht sein Schwert, das ungeahnte Kräfte entfaltet, und kann damit die Wesen verjagen. Plötzlich spricht eine finstere Stimme zu ihm und offenbart, dass sein Schwert eine ganz besondere Waffe ist. Wander möchte sofort erfahren, ob es wahr sei, dass in diesem Tempel Tote wieder zum Leben erweckt werden können. Darauf antwortet die Stimme ihm, dass er das Schwert besitze, das in der Lage ist, eine unglaubliche Kraft zu entfalten, die alles zerstören kann. Er müsse mit dem Schwert 16 Kolosse bezwingen, die verstreut in diesem einsamen Land leben, um die Macht, Tote wieder zum Leben zu erwecken, freisetzen zu können. Wander willigt sofort ein und sagt, dass er alles tun werde, damit das Mädchen wieder lebendig wird. Die unheimliche Macht offenbart ihm daraufhin den Aufenthaltsort der ersten Kreatur, die er bezwingen muss, und er macht sich, ohne zu zögern, auf den Weg, um sich seinem Schicksal zu stellen und das tote Mädchen zu retten. Nachdem der 16. Koloss von Wander bezwungen wurde, unterliegt er letztendlich in einer Art Endkampf gegen menschliche Krieger unter der Leitung eines Priesters. In der Schlusssequenz sieht man, wie Mono wieder aufersteht. Sie findet Wander wiedergeboren als gehörntes Baby (eine Referenz zum gehörnten Jungen Ico in dem gleichnamigen Spiel).

## Charaktere
- Wander (jap. Fassung: ワンダ [Wanda]; Sprecher: Nojima Kenji):

Wander ist der Held von Shadow of the Colossus. Zusammen mit seinem Pferd Agro und dem leblosen Körper von Mono begibt er sich in das verbotene Land des Dormin, um Mono wieder aus dem Reich der Toten zurückzuholen. Von der Stimme des Dormin geleitet, macht er sich auf den Weg, die 16 Kolosse zu besiegen, die im Lande umherstreifen. Seine einzigen Waffen sind Schwert, Pfeil und Bogen und der Wille, sein Ziel zu erreichen. Obwohl Wander nicht weiß, welches Schicksal ihn erwartet, tritt er die Reise an und stellt nie Fragen oder Forderungen.
- Mono (Sprecherin: Nabatame Hitomi):

Wander bringt den Leichnam des Mädchens Mono in das Land von Dormin, um sie wieder ins Reich der Lebenden zurückzuholen. Man erfährt über sie nur, dass sie geopfert wurde, weil ihr Leben angeblich verflucht war. Es ist nicht klar, in welcher Beziehung sie zu Wander steht, aber man nimmt an, dass sie seine Geliebte ist. Immer wenn Wander einen Koloss besiegt, kann man Monos Stimme hören. Anfangs hört man sie kaum, aber je mehr Kolosse besiegt wurden, desto klarer und lauter wird ihre Stimme. Aber was genau und in welcher Sprache sie spricht, ist unklar.
- Agro:

Agro ist Wanders Pferd und auch seine einzige Begleiterin auf der Reise. Mit ihr kann Wander schnell von einem Ort zum anderen gelangen, ferner nimmt sie an einigen der Kämpfe teil. Es lassen sich auch ein paar Kunststücke mit ihr vollführen. Agro ist außerdem sofort zur Stelle, wenn Wander sie ruft.
- Dormin (Sprecher: Nakata Kazuhiro, Sprecherin: Hikami Kyoko):

Dormin, der als Licht auftritt, ist der Einzige, der Wander auf seiner Reise immer wieder Hilfe und Tipps gibt. Er ist es auch, der ihm erklärt, was er tun muss, um Mono wieder zurückzuholen. Dormin bezeichnet sich selbst als Wir, spricht mit zwei Stimmen, sowohl mit einer weiblichen als auch männlichen Stimme, wobei die männliche dominanter ist, und man kann nicht sagen, ob er von Natur aus gut oder böse, hell oder dunkel ist. Fest steht nur, dass er derjenige ist, dem Wander vertrauen muss, um Mono zu retten.
- Lord Emon (Sprecher: Bando Naoki):
Lord Emon tritt zum ersten Mal nach dem Kampf mit dem zwölften Koloss auf. Man sieht, wie er sich mit einer kleinen Gruppe von Soldaten ebenfalls in das verbotene Land von Dormin begibt. Nach dem Endkampf trifft man im Tempel auf ihn. Es stellt sich heraus, dass er gekommen ist, weil das heilige Schwert aus seinem Dorf gestohlen und der „verbotene Zauber“ benutzt wurde. Nachdem er feststellt, dass Wander an all dem die Schuld trägt, verurteilt er ihn zum Tod. Auch scheint er die wahre Macht von Dormin zu kennen.

## Kolosse
Nachfolgend eine Auflistung der 16 Kolosse. Jeder von ihnen repräsentiert ein bestimmtes Wesen aus der Natur oder der Mythologie. Die Namen werden im Spiel nicht genannt und stammen aus dem nur in Japan veröffentlichten „Artbook“ zu „Shadow of the Colossus“.
|    | richtiger Name | fiktiver lateinischer Name | Verkörperung       |
| -- | -------------- | -------------------------- | ------------------ |
| 1  | Valus          | Minotaurus colossus        | Minotauros         |
| 2  | Quadratus      | Taurus magnus              | Bulle              |
| 3  | Gaius          | Terrestris veritas         | Ritter             |
| 4  | Phaedra        | Equus bellator apex        | Pferd              |
| 5  | Avion          | Avis praeda                | Vogel              |
| 6  | Barba          | Belua maximus              | bärtiger Riese     |
| 7  | Hydrus         | Draco marinus              | Zitteraal          |
| 8  | Kuromori       | Parietinae umbra           | Salamander         |
| 9  | Basaran        | Nimbus recanto             | Schildkröte        |
| 10 | Dirge          | Harena tigris              | Sandwurm           |
| 11 | Celosia        | Ignis excubitor            | Tiger              |
| 12 | Pelagia        | Permagnus pistrix          | Seeungeheuer       |
| 13 | Phalanx        | Aeris velivolus            | fliegende Schlange |
| 14 | Cenobia        | Clades candor              | Löwe               |
| 15 | Argus          | Praesidium vigilo          | Krieger            |
| 16 | Malus          | Grandis supernus           | Magier             |

## Spielprinzip
Die 16 Kolosse stellen die einzigen Feinde im Spiel dar, die der Spieler nacheinander aufsuchen und besiegen muss. Er findet sie durch Wanders Schwert, dessen Reflexion in der Sonne ihm den Aufenthaltsort des nächsten Gegners weist, und gleichzeitig die Schwachpunkte auf den Körpern der Feinde markiert.
Um diese zu erreichen, muss der Spieler die Verhaltensmuster der Kolosse observieren, und sie u. a. mit Pfeil und Bogen auf sich aufmerksam machen, sie ablenken oder andere Wege finden, um sie zu erklimmen. Dabei müssen die Konditions- und Lebensanzeige des Charakters beachtet werden, die mit Anstrengung beziehungsweise Verletzung abnehmen.
Erst wenn alle Siegel auf einem Wesen durch Wanders Schwert vernichtet wurden und erloschen sind, stirbt das Wesen in einer musikunterlegten Sequenz. Nach dieser wird der Protagonist von einer schwarzen Essenz aus dem Körper des Kolosses eingeholt und findet sich nach einer Ohnmacht stets im Tempel des Dormin wieder.

## Entwicklung

### Allgemein
Laut Fumito Ueda, dem Director und Lead Designer von Shadow of the Colossus, hat sich das Entwicklerteam bewusst für ein minimalistisches Game Design entschieden, das für Spieler leicht zugänglich sein soll.
Der europäischen Version des Spiels liegen vier Postkarten mit Motiven aus dem Spiel bei und auf der DVD selbst findet sich zusätzliches Bonusmaterial:
- „Making-of“-Dokumentation
- ICO-Trailer
- Bildergalerie

### Soundtrack
Der Soundtrack ist nur in Japan unter dem Titel 大地の咆哮 (Daichi no hōkō, dt. Gebrüll der Erde) erhältlich.
| 1. Prologue To the Ancient Land      | 15. Silence Battle Theme                          | 29. Sanctuary                         |
| 2. Prohibited Art                    | 16. In Awe of the Power Battle Theme              | 30. Demise of the Ritual Battle Theme |
| 3. Commandment                       | 17. Wander’s Death                                | 31. A Pursuer                         |
| 4. Black Blood                       | 18. The Farthest Land                             | 32. Premonition of Revival            |
| 5. Resurrection                      | 19. Creeping Shadow Battle Theme                  | 33. Epilogue Those Who Remain         |
| 6. Sign of the Colossus              | 20. A Messenger From Behind Battle Theme          | 34. Hope                              |
| 7. Grotesque Figures Battle Theme    | 21. Counterattack Battle Theme                    | 35. The Sunlit Earth                  |
| 8. The Opened Way Battle Theme       | 22. Sky Burial a                                  | 36. Memories b                        |
| 9. The End of the Battle             | 23. A Closed-off City                             | 37. Wilderness b                      |
| 10. Idol Collapse                    | 24. Liberated Guardian Battle Theme               | 38. Voice of the Earth b              |
| 11. Green Hills                      | 25. A Despair-filled Farewell Battle Theme        | 39. Marshlands b                      |
| 12. A Violent Encounter Battle Theme | 26. Prayer                                        | 40. Anger b                           |
| 13. Revived Power Battle Theme       | 27. Swift Horse                                   | 41. Final Battle b                    |
| 14. Lakeside                         | 28. Gate Watcher of the Castle Ruins Battle Theme | 42. The Farthest Land (Reprise) b     |

## Rezeption

### Auszeichnungen und Nominierungen
Die Internetseite IGN zeichnete Shadow of the Colossus als das beste für die PlayStation 2 erschienene Videospiel aus, nannte es in diesem Zusammenhang „das beste Beispiel dafür, dass Videospiele Kunst darstellen können“. Auf der jährlich stattfindenden Game Developers Conference erhielt das Spiel 2006 vier Auszeichnungen, darunter die des Spiels des Jahres.
- Game Developers Choice Awards 2006
  - Spiel des Jahres
  - Gamedesign
  - Visuelle Gestaltung
  - Charakterdesign
- Interactive Achievement Awards 2006
  - Herausragende Leistungen im Bereich Direction
  - Herausragende Leistungen im Bereich Visual Engineering
  - Nominiert: Action/Adventure des Jahres
  - Nominiert: Konsolenspiel des Jahres
  - Nominiert: Herausragende Leistungen im Bereich Animation
  - Nominiert: Herausragende Leistungen im Bereich Gaming
  - Nominiert: Spiel des Jahres
- Saturn Award 2006
  - Nominiert: Bestes Fantasy-Videospiel

2011 wurde Shadow of the Colossus nach einer öffentlichen Abstimmung zu den 80 Spielen gewählt, die das Smithsonian American Art Museum in seiner Ausstellung The Art of Video Games präsentierte. Es steht darin stellvertretend für die künstlerische Gestaltung von Actionspielen für die PlayStation 2.

### In anderen Medien
Eine bedeutsame Rolle spielt Shadow of the Colossus auch im Filmdrama Die Liebe in mir von Mike Binder aus dem Jahre 2007. Charlie Fineman (gespielt von Adam Sandler), nach dem tragischen Verlust seiner Familie tief verstört und von der Welt abgeschottet, flüchtet vor der schmerzhaften Erinnerung an seinen Verlust in die Melancholie und die Einsamkeit der weiten Spielwelt. Der Kampf gegen die gewaltigen Kolosse mag als sein innerer Kampf mit der unerträglichen Trauer verstanden werden, jedoch ist das Spiel nicht Mittelpunkt des Films.

## Verfilmung
Seit einigen Jahren wird in den USA an einer Verfilmung des Videospiels gearbeitet. Verantwortlich dafür ist der bekannte US-Produzent Kevin Misher. Im Mai 2012 wurde Josh Trank offiziell als Regisseur der Verfilmung bestätigt und im Januar 2013 konnte mit Seth Lochhead der Drehbuchautor des Projektes vorgestellt werden. Über Darsteller und einen möglichen Starttermin ist momentan noch nichts bekannt.

## Remake (2018)
Am 7. Februar 2018 erschien exklusiv für PlayStation 4 ein Remake des Originalspiels. Das amerikanische Studio Bluepoint Games, welches bereits im Jahr 2011 das HD-Remaster von Shadow of the Colossus entwickelt hat, wurde erneut mit der Überarbeitung beauftragt. Die Grafik wurde laut Art Director Mark Skelton generalüberholt und umfassend den technischen Möglichkeiten der PlayStation 4 sowie der PlayStation 4 Pro angepasst. Die Handlung, die Anzahl und Art der Kolosse sowie das Spielprinzip blieben unangetastet, um dem Spieler das unveränderte Erlebnis des Originals bieten zu können.

### Neuerungen
Neben der allgemeinen optischen Aufwertung, bei dem sämtliche grafische Elemente von Grund auf neu gestaltet wurden, sind einige technische Veränderungen vorgenommen worden.

#### Unterstützung der PlayStation 4 Pro
Auf der PlayStation 4 wird eine Full-HD-Auflösung mit 1080p und eine Bildwiederholfrequenz von 30 Bildern/Sekunde geboten. Die leistungsstärkere PlayStation 4 Pro verfügt zum einen über einen sogenannten Kinomodus, bei dem die Auflösung in 4K bei 30 Bildern/Sekunde möglich ist, oder zum anderen wahlweise einen Performance-Modus mit 1080p-Auflösung und 60 Bildern/Sekunde. Der Kinomodus bietet dabei kein echtes 4K, sondern eine tatsächliche Auflösung von 1440p, die auf 4K hochgerechnet wird. Zusätzliches Anti-Aliasing sorgt dabei außerdem für ein verbessertes Bild.

#### Fotomodus
Das Remake verfügt über einen neu hinzugefügten Fotomodus, bei dem der Spieler aus der Sicht des Wanderers oder auch seines Pferdes Agro Bilder der Umgebung und der Kolosse machen kann. Die virtuelle Kamera lässt sich dabei in jede Richtung um 90 Grad drehen und die Fotos können mit dem im Spiel integrierten Bearbeitungsprogramm mit Filtern versehen und Optionen, wie beispielsweise die Tiefenschärfe oder Farbabstimmung, individuell verändert werden.

#### Steuerung
Optional ist es für den Spieler möglich die Tastenbelegung des Originals abzuändern, um wichtige Aktionen, wie Klettern, Springen oder Schlagen durchzuführen. Das hat unter Umständen für Neueinsteiger den Vorteil, dass die häufig genutzte Ausweichrolle nicht mehr durch das gleichzeitige Drücken von zwei Tasten, sondern nur mit einer Taste ausgelöst werden kann. Ebenfalls wird das Touchpad des DualShock-4-Controllers unterstützt, mit dem die Umgebungskarte aufgerufen wird.

### Rezeption
IGN zählte 2022 die Neuauflage von 2018 zu den zehn besten Computerspiel-Remakes aller Zeiten.